# Sphaeradenia
Sphaeradenia là một chi thực vật có hoa trong họ Cyclanthaceae.